# Arbeia Roman fort
Arbeia Roman fort är en fornlämning i Storbritannien.   Den ligger i distriktet South  Tyneside i Tyne and Wear i riksdelen England, i den centrala delen av landet, 400 km norr om huvudstaden London. Arbeia Roman fort ligger 24 meter över havet.
Terrängen runt Arbeia Roman fort är platt. Havet är nära Arbeia Roman fort åt nordost.  Närmaste större samhälle är South Shields, 0,64 km söder om Arbeia Roman fort. 